# Шарлоттенбурзька брама
52°30′48″ пн. ш. 13°19′53″ сх. д. / 52.5133° пн. ш. 13.3314° сх. д.
Шарлоттенбурзька брама — це необарокова будівля воріт на Straße des 17. Juni в берлінському районі Шарлоттенбург. Побудована у 1907—1908 роках за проєктами Бернхарда Шеде, рознесена під час розширення осі схід-захід у 1937—1938 роках. Будівельний ансамбль, що складається з монументальних колонад, канделябрів і груп фігур, спочатку служив в'їздом до колись незалежного міста Шарлоттенбург і є аналогом Бранденбурзьких воріт.
Нещодавно колонади зі збереженими статуями короля Фрідріха I та королеви Софії Шарлотти відремонтував Генріх Баук у 2004—2007 роках, а канделябри, демонтовані після Другої світової війни, відновили у 2007—2010 роках. Вінцеві кінь і групи оленів роботи Георга Врби ще не відреставровані.